# Simfonia en sol menor (Moeran)
La Simfonia en sol menor va ser l'única simfonia completada escrita per Ernest John Moeran. La va escriure el 1934–1937 i consta de quatre moviments.

## Moviments
L'obra dura uns 45 minuts i consta de quatre moviments:
- Allegro
- Lento
- Vivace[1]
- Lento – Allegro molto

## Origen i context
El 1926, el director de l'⁣Orquestra Hallé, Sir Hamilton Harty, va encarregar una simfonia a Moeran. Ja havia estat treballant en una simfonia des de 1924, i es va anunciar l'estrena de la nova obra per al 4 de març de 1926. Tanmateix, quan gairebé estava acabada, va decidir que no estava satisfet amb la seva estructura i la va retirar. Durant els vuit anys següents va treballar en la revisió de la peça, però el 1934 va abandonar els seus esbossos i va començar de nou. Va reutilitzar material anterior, però l'obra era substancialment nova. La simfonia va ser acabada el 24 de gener de 1937, i dedicada a Harty. Harty va rebutjar inicialment la dedicatòria després que se'l passava per alt com a director de la primera actuació (ara estava malalt i havia abandonat l'orquestra Hallé).
Gran part de l'obra va ser escrita al comtat de Kerry, Irlanda, on Moeran va passar la major part d'aquest temps, però el segon moviment lent es va inspirar en les dunes de sorra i els pantans de l'est de Norfolk, Anglaterra, i pot tenir les seves arrels en l'arranjament de Moeran de 1924 d'una cançó popular anomenada The Shooting of His Dear (la cinquena de les seves Six Songs from Norfolk).
Moeran no va completar més simfonies completes. La seva Sinfonietta de tres moviments va aparèixer el 1944, i una Serenata orquestral el 1948. Estava treballant en una segona simfonia (en mi bemoll) en el moment de la seva mort el 1950. El manuscrit d'aquesta obra i altres diversos van ser donats per la seva vídua, Peers Coetmore, al Victorian College of the Arts de la Universitat de Melbourne, a Austràlia.

## Instrumentació
La simfonia està orquestrada per a 2 flautes (II toca el flautí), 2 oboès, 2 clarinets, 2 fagots, 4 trompes, 3 trompetes, 3 trombons, tuba, timbal, percussió (triangle, tam-tam, timbal tenor, timbal de caixa, gran tambor, címbals), arpa, i instruments de corda.

## Representacions
La primera actuació va ser el 13 de gener de 1938 al Queen's Hall, interpretada per la Royal Philharmonic Society, dirigida per Leslie Heward, a qui Moeran considerava la millor intèrpret de l'obra. Es va tocar en un concert de graduació l'11 d'agost de 1938, amb la BBC Symphony Orchestra sota la direcció de Sir Henry Wood. No va rebre la seva segona actuació als Proms fins al 23 de juliol de 2009, sota la direcció de Vassily Sinaisky.

## Música
El primer moviment de la simfonia és una forma sonata robusta, amb una estructura harmònica interrogant.
L'obra i la seva orquestració mostren la influència d'altres compositors, com Bax, Delius, Warlock, van Dieren i sobretot Sibelius. L'Scherzo comença i acaba amb un oboè solista, igual que l'Scherzo de la Quarta Simfonia de Sibelius; hi ha ressons de Tapiola. La influència dels elements folklòrics també és evident: Eric Blom va dir que conté "un toc de dialecte". També hi ha ritmes amb influència del jazz.
L'obra va ser originàriament objecte de considerables crítiques, perquè era massa derivada (Wilfrid Mellers va dir que no s'hauria pogut escriure abans que Vaughan Williams hagués mostrat com s'ha d'escriure una simfonia), era indisciplinada i va mostrar la inexperiència del compositor amb la simfonia. forma. El 1942, però, s'havia acceptat. En aquell any, Novello Co va publicar la simfonia, i el British Council va emprendre una promoció de la cultura britànica a l'estranger. La secció de música del projecte era una gravació de composicions recents significatives de compositors britànics, i la Simfonia en sol menor de Moeran va ser la primera obra que es va gravar. Va ser gravada el novembre/desembre de 1942, a Manchester, amb l'Orquestra Hallé sota la direcció de Leslie Heward. El compositor va estar present en algunes de les sessions (va resultar ser una distracció, i es va suggerir que deixés que els músics fessin la seva feina sense la seva "assitència"). Heward ja estava greument malalt de tuberculosi, i va morir només cinc mesos més tard.
Altres directors per gravar la Simfonia en sol menor de Moeran inclouen Neville Dilkes (English Sinfonia, 1972), Sir Adrian Boult (New Philharmonia Orchestra, estrenada el 1975), Vernon Handley (Ulster Orchestra, 1987) i David Lloyd-Jones (Bournemouth Symphony) Orquestra, 2001).